# Verrucosa rhea
Verrucosa rhea Lise, Kesster & Silva, 2015 è un ragno appartenente alla famiglia Araneidae.

## Etimologia
Il nome della specie deriva dal nandù comune, il cui nome scientifico è Rhea americana. Questo uccello in portoghese è detto ema e il luogo di rinvenimento degli esemplari del ragno è proprio il Parque Nacional das Emas.

## Caratteristiche
L'olotipo maschile rinvenuto ha lunghezza totale è di 4,00mm; la lunghezza del cefalotorace è di 2,00mm; e la larghezza è di 1,65mm.

## Distribuzione
La specie è stata reperita nel Brasile centrale: l'olotipo maschile è stato rinvenuto nel Parque Nacional das Emas, nei pressi del comune di Mineiros, appartenente allo stato di Goiás.

## Tassonomia
Al 2015 non sono note sottospecie e non sono stati esaminati nuovi esemplari.